# Литаври

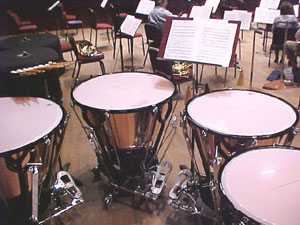

Лита́ври (італ. timpani, пол. kotły, нім. Pauke) — ударний музичний інструмент з визначеною частотою звуку. В Європі відомий з XIV століття.

## Литаври— музичний інструмент
Литаври є системою з двох або декількох латунних котлів, відкрита сторона якої затягнута шкірою. Змінюючи ступінь натягу шкіри можна змінювати висоту звуку інструментів. Розрізняють литаври гвинтові та педальні. На гвинтових литаврах шкіра натягується за допомогою гвинтів. У процесі виконання твору налаштувати такі литаври практично неможливо. На педальних литаврах, які останнім часом поступово витісняють гвинтові, настройка висоти звуку здійснюється за допомогою спеціального педального механізму. На таких інструментах можливий особливий музичний ефект — глісандо. Корпус литавр являє собою казаноподібну чашу, виконану найчастіше з міді, а іноді з срібла, алюмінію або навіть скловолокна. Основний тон інструменту визначається розмірами корпусу, який варіюється від 30 до 84 см (іноді буває навіть менше). Вищий тон виходить за менших розмірів інструменту. На корпус натягується мембрана, виконана зі шкіри або пластмаси. Мембрана утримується обручем, який, своєю чергою, кріпиться гвинтами, які використовують для настройки висоти звучання інструменту. Сучасні литаври забезпечені педалями, натискання на які легко перебудовує інструмент і навіть дозволяє виконувати невеликі мелодичні партії. Зазвичай кожен з барабанів інструменту має діапазон від квінти до октави.
Тембр інструменту визначається формою корпусу. Так напівсферична форма створює дзвінкіші звуки, а параболічна — глухі. На тембр впливає і якість поверхні корпусу.
Палички для гри на литаврах є дерев'яні, очеретяні або металеві стрижні з круглими наконечниками, як правило, обтягнутими м'яким фільцом. Литаврист може отримувати різні тембри і звукові ефекти, використовуючи палички з наконечниками з різних матеріалів: шкіри, повсті або дерева.
У симфонічному оркестрі, як правило, використовують інструменти трьох розмірів — велика (діапазон від E до c), середня (частіше дві середніх, діапазон від A до e) та мала (діапазон від B до g).
Грають на литаврі двома паличками з м'якими голівками, особливий прийом гри на литаврах — тремоло (швидке чергування ударів обох паличок).
У партитурі для симфонічного оркестру партія литавр пишеться нижче партій мідних духових та вище партій решти ударних інструментів.

## Литаври— клейноди українського козацтва
Литаври, також відомі серед вояк у турецькомовному варіанті тулумбас, широко використовували запорозькі козаки. Інструмент виконував ряд функцій:
- По-перше, як військовий інструмент. Удари в литаври сигналізували про небезпеку, литаври були засобом зв'язку між козацькими загонами — спеціальними умовними сигналами під час бою передавали накази по війську, кошу тощо.
- По-друге, як ударний музичний інструмент в полковій музиці Війська Запорозького.
- По-третє, як священна, сакральна річ. Литаври входили до клейнодів Запорозької Січі. Вони належать до речей національної символіки.

З другої половини XX століття литаври вводяться в усі професійні народно-інструментальні ансамблі, у самодіяльні та професійні оркестри народних інструментів.